# Мацкевич, Вадим Викторович
Вади́м Ви́кторович Мацке́вич (1920, Новочеркасск, Донская область — 2 октября 2013, Щёлково-3, Московская область) — советский военный инженер и учёный,  подполковник,изобретатель, кандидат технических наук.

## Биография
Родился в 1920 году в городе Новочеркасске.
В восемь лет сделал первое изобретение — радиопередвижку в чемодане, за что был поощрён почётной грамотой «Ударник второго года второй пятилетки». В 1936 году создал первого советского робота, который в 1937 году был показан на Всемирной Парижской выставке и получил приз.
По результатам участия на выставке был принят в Московский энергетический институт без экзаменов. В 1942 окончил Военно-воздушную академию им. А. Ф. Можайского. Участник Великой Отечественной войны (инженер-испытатель в НИИ ВВС).
В  начале 50-х годов во время Корейской войны  разработал станцию предупреждения «Сирена», использовавшуюся на самолётах МиГ-15, МиГ-17.
За что получил отдельную двухкомнатную квартиру на Чкаловской,  и приглашение в китайское посольство, где получил машину «Победа» и 4000 рублей на строительство гаража.
В феврале 1953 года из Комитета по Сталинским премиям Мацкевич получил сообщение о присуждении  Сталинской премии II степени (100 тысяч рублей), а также о том, что материалы о присуждении направлены в ЦК КПСС и Совет Министров СССР на утверждение, но 5 марта умер Сталин. И премию он так и не получил.
В 1970 году инженер-подполковник Мацкевич был уволен в запас.
Автор более 50 печатных трудов, среди них около 20 статей для юношества и три научно-популярные книги.
Скончался 2 октября 2013 года.
Был награждён двумя орденами Красной Звезды (18.07.1953, 30.12.1956) и медалями.

### Факты биографии
Робот в виде человека, сконструированный Мацкевичем, поднимал руку, однако из-за слабости мотора, — конечность поднималась лишь немного выше уровня плеча. Немецкие специалисты из соседнего павильона Всемирной Парижской выставки приходили фотографироваться с роботом в нацистском приветствии.
Это обстоятельство послужило поводом для обвинения конструктора в политической некорректности. От репрессий его спас юношеский возраст и начальник новочеркасского НКВД Б.И. Таласов.
В знак протеста против расстрела первого секретаря Азово-Черноморского крайкома ВЛКСМ К. Ерофицкого, поддерживавшего его в творчестве и позже объявленного врагом народа, обстрелял мини-ракетами здание ростовского НКВД из миниатюрной радиоуправляемой передвижной установки. Был арестован; освобождён под личное поручительство Б.И. Таласова.
Служил в ГК НИИ ВВС на аэродроме Чкаловский (г. Щёлково, Московская область), где узнал о больших потерях советского пилотного состава в Корейской войне вследствие использования американскими F-86 «Сэйбр» активных радиодальномеров, позволяющих обнаруживать цель намного раньше (2,5 км против 150 м в пределах видимости). Изучив сбитый трофейный F-86, предложил схему пассивного радара с акустической сигнализацией, обнаруживающего активный радар противника за 10 км. Возник конфликт с начальством, так как изобретение демонстрировало неэффективность работы целого коллектива конструкторов, предлагавшего в эксплуатацию тяжёлый радар (весом 100 кг) с небольшой дальностью (600 м). Последовало увольнение из армии по обвинению в «преклонении перед иностранщиной и космополитизме». После обращения к главнокомандующему ВВС маршалу Жигареву был подвергнут психиатрической экспертизе, не обнаружившей заболеваний; врач-эксперт посоветовал ему искать понимания «наверху». Благодаря содействию будущего космонавта Георгия Берегового и лётчика-испытателя Степана Микояна изобретение было продемонстрировано авиаконструктору Артёму Микояну, который доложил об изобретении Сталину. По предложению Мацкевича 10 экземпляров радара были установлены на советские МиГи, воевавшие в Корее. После того как в ходе боевых действий подтвердилась высокая эффективность станции, Сталин приказал в течение трех месяцев сделать 500 таких станций и установить их на самолёты МИГ-15 в Корее. Первоначально радар легко возбуждался от малейших помех во влажной атмосфере, вследствие чего получил название «Сирена». Проблему удалось решить, залив датчики радара рисовой смолой. После этого потери советских самолётов-истребителей резко уменьшились, радар назвали «Товарищ», а сопровождение американских бомбардировщиков истребителями F-86 стало малоэффективным. Считается, что этим была устранена угроза Третьей мировой атомной войны.
В 2011 году на телеканале «Россия-1» вышел документальный фильм «Как один лейтенант войну остановил» автора Андрея Костина и режиссёра Сергея Крауса, рассказывающий о жизни Вадима Викторовича Мацкевича, его изобретении и о том, как оно повлияло на исход Корейской войны.